# Grauer Drückerfisch
Der Graue Drückerfisch (Balistes capriscus, Syn.: Balistes carolinensis), auch Atlantischer oder Mittelmeer-Drückerfisch genannt, lebt im Mittelmeer und im Schwarzen Meer, im östlichen Atlantik von den Britischen Inseln bis Angola, sowie im westlichen Atlantik von Nova Scotia über den Golf von Mexiko bis an die Küste des nördlichen Argentinien in Tiefen von 10 bis 100 Metern. Gelegentlich ist er auch, als einziger Drückerfisch, Irrgast in der Nordsee. Er lebt einzeln oder in lockeren Gruppen über Felsböden und Seegraswiesen.
Graue Drückerfische ernähren sich von bodenbewohnenden Wirbellosen, besonders von Muscheln, Schnecken und verschiedenen Krebstieren. Sie gelten als wohlschmeckende Speisefische.

## Merkmale
Graue Drückerfische sind einfarbig blaugrau, blaugrün, olivfarben oder bräunlich. Die unpaarigen Flossen tragen kleine hellblaue Punkte. Die Fische werden 60 Zentimeter lang.
Flossenformel: Dorsale III/26–29, Anale 23–26

## Fortpflanzung
Die Fortpflanzungszeit der Mittelmeerpopulation ist der Sommer. Das Weibchen baut eine flache Grube in den Sandboden, in die der Laich gelegt und dann vom Männchen bewacht wird. Die Eier sind rund und durchsichtig. Nach etwa 50 bis 55 Stunden schlüpfen die pelagischen Larven, die mit der Strömung davontreiben.

## Literatur

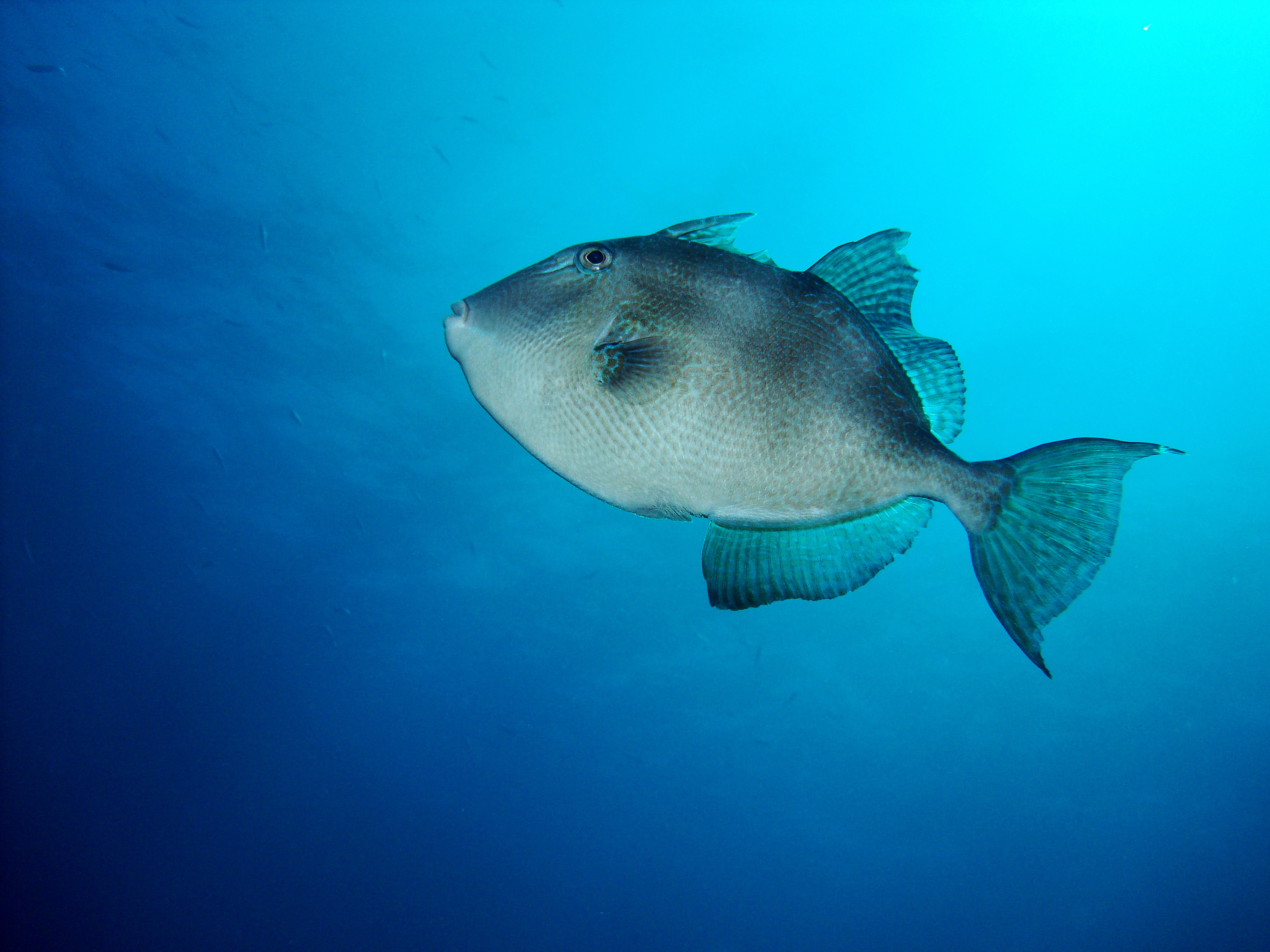
Grauer Drückerfisch